# Псевдоморфоза

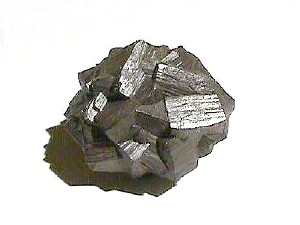
Псевдоморфоза Ґетиту по піриту

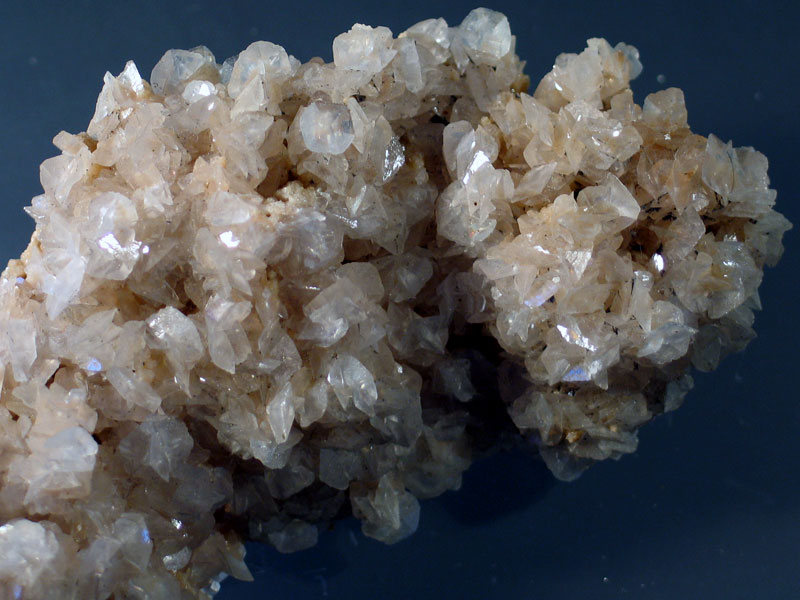
Псевдоморфоза доломіту по кальциту

Псевдоморфо́за, або підмі́нка — мінеральне утворення (індивід або агрегат), зовнішня форма якого не відповідає його фазовому складу, бувши успадкованою від первинного мінералу (протомінералу). До псевдоморфозів відносять не тільки мінеральні тіла, що мають правильну кристалографічну форму, а й будь-які зерна гірських порід, заміщені новоутвореними мінералами, а також фосилізовані органічні рештки — скам'янілості (біоморфози).
За механізмом утворення розрізнюють три головні типи псевдоморфоз: наповнення («зліпки» або «асинхронні» псевдоморфози), заміщення («синхронні») і зміни. Різновид останніх — параморфози (або псевдоморфоза перетворення) утворюються при поліморфних переходах (зокрема внаслідок упорядкування) або як вияв політипії.
За фазовим складом будь-які псевдоморфози можуть бути моно- або полімінеральними, виникають як при ендогенних, так і при екзо-генних процесах, у тому числі в зоні окиснення рудних родов. (малахіт по халькопіриту або куприту, стибіконіт по антимоніту тощо).
Псевдоморфози використовуються при пошукових роботах як прямі індикатори зруденіння, наприклад, циматоліт по сподумену, характерні повторні мінерали нікелю, кобальту, міді, свинцю, а також лімонітові псевдоморфози по сульфідах і інших Fe-вмісних мінералах.
Фітоморфоза — псевдоморфоза мінералу по рослинних рештках.